# Lembit (U-Boot)
| Lembit                    | Lembit |
| Kalev-Klasse              | Kalev-Klasse |
| ------------------------- | --- |
| U-Boot Lembit in Tallinn  | |
| Übersicht                 | |
| Typ                       | U-Boot |
| Namensgeber               | Lembitu |
| Bauwerft                  | Vickers-Armstrongs Limited, Großbritannien |
| Bestellung                | 12. Dezember 1934 |
| Kiellegung                | 19. Juni 1935 |
| Stapellauf                | 7. Juli 1936 um 13:07 Uhr |
| Wahlspruch                | „Vääri oma nime“ („Erweise Dich Deines Namens würdig“)                                                                                                   |
| 1. Dienstzeit             | Estland (Seekriegsflagge) |
| Indienststellung          | 14. Mai 1937 |
| Dienstzeit                | 1937–1940 |
| Heimathafen               | Tallinn |
| Verbleib                  | fiel mit der sowjetischen Besetzung Estlands an die UdSSR                                                                                                |
| 2. Dienstzeit             | Sowjetunion (Seekriegsflagge) |
| Name                      | Lembit |
| Dienstzeit                | 1940–1979 |
| Außerdienststellung       | 1979 |
| Heimathafen               | Tallinn, Leningrad |
| Spitzname                 | „Das unsterbliche U-Boot“ |
| Verbleib                  | Museumsschiff seit 1979 – Estnisches Meeresmuseum, dennoch von sowjetischer Marine bewacht                                                               |
| 3. Dienstzeit             | Estland |
| Name                      | Lembit |
| Verwaltung                | Estnisches Meeresmuseum |
| Auslieferung              | von der sowjetischen Marine am 27. April 1992 |
| Wiederindienststellung    | Ehrentitel „Estnisches Militärschiff Nr. 1“ am 2. August 1994                                                                                            |
| Dienstzeit                | 1994–2011 |
| Außerdienststellung       | 19. Mai 2011 |
| Heimathafen               | Tallinn |
| Verbleib                  | Museumsschiff, am 21. Mai 2011 aus dem Wasser herausgeschleppt, im Museumsgebäude im Tallinner Wasserflugzeughafen                                       |
| Technische Daten          | |
| Verdrängung               | Überwasser 665 t; Getaucht 853 t |
| Länge                     | 59,5 m |
| Breite                    | 7,5 m |
| Tiefgang                  | 3,6 m |
| Tauchtiefe, normal        | 90 m |
| Tauchtiefe, max. getestet | 120 m |
| Besatzung                 | - Estnische Marine: 4 Offiziere, 28 Mannschaft - Sowjetische Marine: 7 Offiziere, 31 Mannschaft                                                          |
| Antrieb                   | - Überwasser: 2× Dieselmotor Vickers-Armstrongs Limited mit je 600 PS - Getaucht: 2× Elektromotor Metropolitan-Vickers mit je 395 PS (205/220 V, 1600 A) |
| Geschwindigkeit           | Überwasser 13,5 Knoten, getaucht 8,5 Knoten |
| Reichweite                | 3700 sm |
| Bewaffnung                | - 4 Bugtorpedorohre (Ø 533 mm); 8 Torpedos - 1× 40-mm-Geschütz von Bofors - 1× 7,7-mm-MG Lewis Gun - 24 Minen                                            |
| Panzerung                 | Dicke des Stahldruckkörpers: 12 mm |
| Auszeichnungen            | - Rotbannerorden (1945) - Ehrentitel „Estnisches Militärschiff Nr. 1“ (1994)                                                                             |

Die Lembit ist ein 1937 gebautes U-Boot, das heute in Tallinn als Museumsschiff liegt.

## Geschichte
Das U-Boot Lembit wurde 1937 als die zweite Einheit der Kalev-Klasse für die estnische Marine in Dienst gestellt. Das Schiff erhielt seinen Namen nach Lembitu, einem estnischen Heerführer des 13. Jahrhunderts im Kampf gegen den deutschen Schwertbrüderorden. Nach dem ehemals russischen Kanonenboot Bobr war sie das zweite Schiff der estnischen Streitkräfte, das diesen Namen erhielt.
Nach der sowjetischen Besetzung Estlands diente es von 1940 bis 1979 als U-Boot der sowjetischen Marine. Im Verlauf des Zweiten Weltkriegs nahm die Lembit zusammen mit anderen Schiffen der Baltischen Flotte an der Evakuierung von Tallinn teil. 1994 wurde das U-Boot der estnischen Marine zurückgegeben. Bis zum 19. Mai 2011 trug es den Ehrentitel „Estnisches Militärschiff Nr. 1“.
Seit 1979 ist die Lembit ein Museumsschiff des Estnischen Meeresmuseums und befindet sich im Tallinner Wasserflugzeughafen. Am 21. Mai 2011 wurde das U-Boot aus dem Wasser gehievt und steht heute im Museumsgebäude den Besuchern offen.

## Bewahrung und Zukunft
Anders als bei anderen U-Booten, die als Museumsschiffe dienen, wurden keine neuen Eingänge in den Körper des Boots geschnitten. Besucher kommen an Bord und verlassen das Schiff genau so, wie es ursprünglich technisch vorgesehen war – durch die Torpedoladeluke. Diese Luke wurde auch in Dienstzeiten während des Verbleibens im Hafen entsprechend benutzt.

### Brand
Ende 2002 kam es zu einem Brand auf der Lembit. Im Inneren des U-Boots war viel brennbares Holz und Gummi. Niemand weiß, warum die Lembit Feuer gefangen hatte. Ein Mensch ist im Feuer umgekommen, aber nichts vom historischen Wert wurde geschädigt. 2003 war das U-Boot für Renovierungsarbeiten geschlossen. Seitdem ist es Besuchern wieder zugänglich.

### Technische Dokumentation
Die Originalzeichnungen der Lembit wurden 2010 in Archiven im englischen Cumbria gefunden. Sie wurden kopiert und nach Estland geschickt. Insgesamt erhielt Estland mehr als 200 Zeichnungen, mit deren Hilfe die Lembit originalgetreu restauriert werden konnte.

### Restaurierung und Umzug in den Wasserflugzeughangar
Das Estnische Meeresmuseum entwickelte die Pläne, das Schiff in 2008 im Hangar des Tallinner Wasserflugzeughafens aufzustellen. Dazu wurde das U-Boot am 21. Mai 2011 aus dem Wasser gehoben. Das Abschleppen wurde mit Hilfe eines anderen Museumsexponats, dem Bergepanzer BTS-4, durchgeführt. Der gesamte Prozess fand auf einer Rampe mit einer Länge von 100 Metern statt.
Zu diesem Zeitpunkt fehlten dem Boot die externen Abdeckplatten der Torpedorohre. Bei der Außenrestaurierung im Juli 2011 wurde eine erhaltene authentische Abdeckplatte verwendet und nach Originalplänen drei Ersatzklappen nachgebaut. Es wurde zudem der größte Teil der äußeren Farbschicht entfernt, um eine geringfügige Entrostung und Entfernung von einigen kleinen Einbeulungen vorzunehmen. Für die Restaurierung waren im Vorfeld Kosten in Höhe von 360.000 Euro kalkuliert.
Bis in die Nacht des 6/7. Juli 2011 war das U-Boot am zukünftigen Museumsgebäude abgestellt. Das Schleppen in das Gebäude lief genauso ab wie das Herausziehen aus dem Wasser und dauerte bis zum 10. Juli.
Die Restaurierung der Wasserflugzeughallen selber dauerte bis zum 11. Mai 2012 an. Am nächsten Tag, dem 12. Mai 2012, um 10 Uhr wurde die Filiale des Estnischen Meeresmuseums mit der Lembit als Hauptexponat eröffnet.

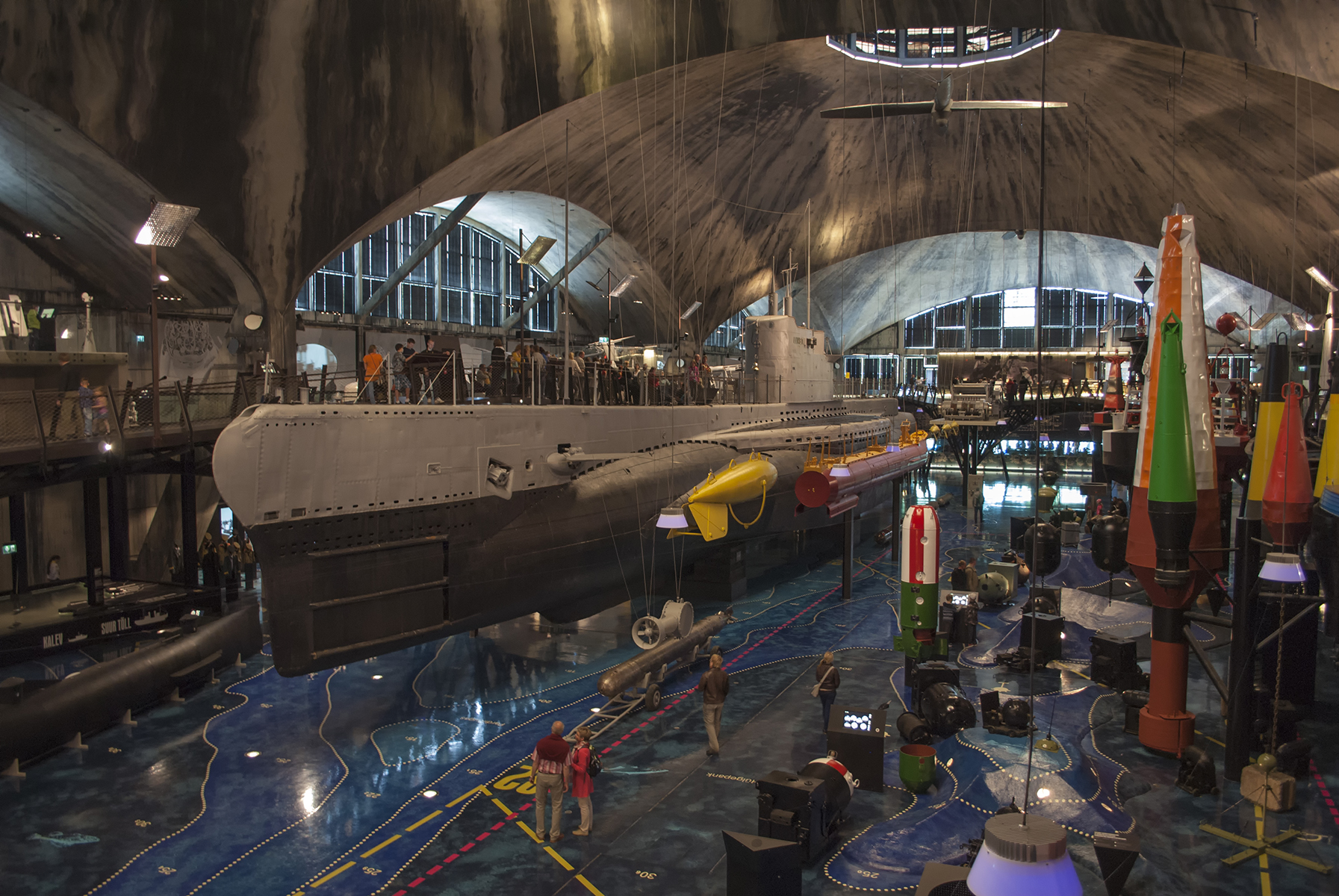
Die Lembit in den Wasserflugzeughallen in Tallinn am 19. Mai 2012